# Volière

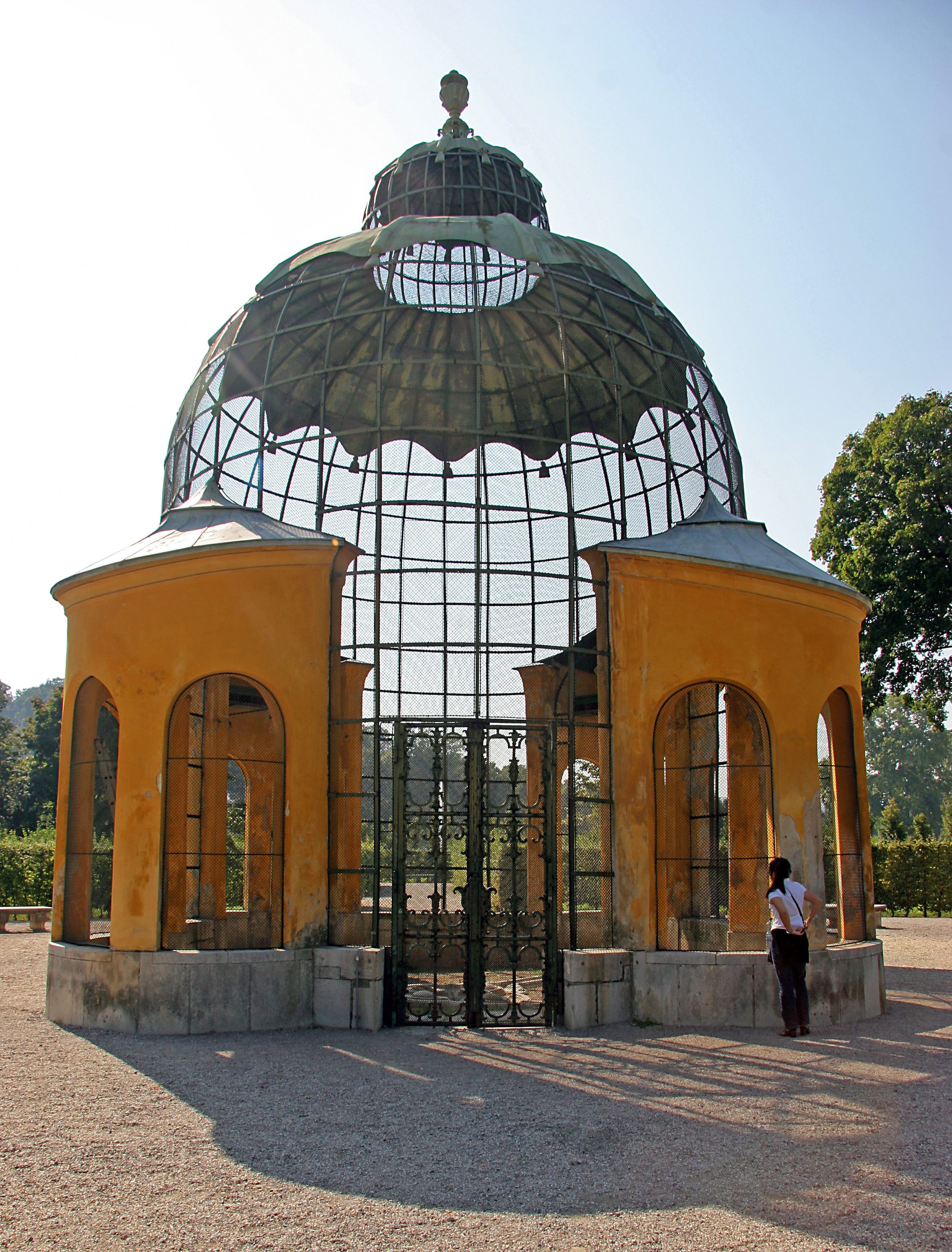
Une volière dans les jardins du château de Schönbrunn, en Autriche.

Une volière est un enclos assez vaste ordinairement grillagé, généralement une grande cage (en), où l'on conserve, élève et nourrit des oiseaux d'ornement (de). Il est souvent d'une capacité assez grande pour que ceux-ci puissent y voler à l'intérieur,.